# 珠海中富
珠海中富实业股份有限公司 （深交所：000659）是中国深圳证券交易所的一家上市公司，主营业务范围为塑料制造业。
2011年，该公司主营业务收入为3611113731.50元，公司净利润为45405253.44元，公司总资产为5963868331.91元。